# Lazika
Lazika (georgiska: ლაზიკა, Lazika) var en tidigare planerad ny stad i Georgien vid Svartahavskusten. Staden skulle ligga nära Anaklia, en turistort vid gränsen mot utbrytarstaten Abchazien och norr om Kulevi och Poti.
President Micheil Saakasjvili gjorde en avsiktsförklaring om en ny stor stad med potential att bli landets näst största, i december 2011. Namnet Lazika hänsyftar på den grekisk-romerska historien i området, en del av gamla Kolchis. Enligt Saakasjvili skulle  bygget inledas 2012. Kritiker poängterade att bygget kunde skada flora och fauna i Kolchetis nationalpark, som ligger i området. Målet är att staden skall stå färdig år 2015.
Planerna har inte förverkligats. Under 2018 påbörjades i stället anläggandet av Anaklias hamn i området.